# Enrique Osses
Enrique Roberto Osses Zencovich (Santiago, 26 de mayo de 1974) es un ex árbitro de fútbol chileno. Fue árbitro internacional FIFA desde 2005 hasta 2016. En 2016 fue nombrado como presidente de la Comisión de Árbitros de la Asociación Nacional de Fútbol Profesional de Chile.

## Primeros años
Egresó del Liceo de Aplicación y luego ingresó a estudiar a la Universidad de Santiago de Chile.

## Labor profesional
Enrique Osses ha dirigido grandes partidos de nivel nacional tales como el Campeonato Sudamericano Sub-20 de 2007, el Campeonato Sudamericano Sub-20 de 2009 y varios partidos en diversas ediciones de la Copa Libertadores, además de ser uno de los árbitros experimentados en dirigir el clásico local Colo-Colo versus Universidad de Chile.
En 2012 fue elegido el mejor árbitro de América por la CONMEBOL, dirigió la final de la Copa Libertadores 2012 y la final de la Copa Sudamericana 2012.
El encuentro deportivo más importante que ha dirigido fue el de la Semifinal de la Copa Confederaciones Brasil 2013, donde se enfrentaron las selecciones de Brasil y Uruguay resultando 2 a 1 para el anfitrión el cual  posterior fue el campeón del certamen.
Fue escogido como uno de los árbitros que participaron en la Copa Mundial de Fútbol de 2014. Osses arbitró el partido entre Japón y Costa de Marfil, válido por el grupo C, y el de Costa Rica contra Italia, en el grupo D. Además participó como cuarto árbitro en el partido entre Irán y Bosnia y Herzegovina, por el grupo F.
Tras su retiro en 2016, asumió la presidencia de la Comisión de Árbitros de Chile, y en el 2021, se incorporó a la Comisión de Árbitros de México, donde impulsó la implementación del VAR centralizado, promovió la proyección de árbitros internacionales y respaldó el desarrollo del arbitraje femenino.
En 2025, asume como presidente de la Comisión de Arbitraje del fútbol de Costa Rica.
Además, es profesor de "Reglamento del fútbol" en Pro Gol, primera escuela de relato deportivo en Chile.

## Incidentes
En 2005, cuando arbitraba un partido a Unión Española, fue agredido por el futbolista argentino Ignacio González, el cual posteriormente fue sancionado con 22 partidos de suspensión.
El 16 de diciembre de 2007 en las semifinales del torneo de clausura Club Universidad de Chile protagonizó uno de los más violentos clásicos del fútbol chileno. Este tenía que jugar con Colo-Colo el partido de vuelta en el Estadio Nacional, con un resultado en contra 2 a 0 en la ida como antecedente. La hinchada de la Universidad de Chile comenzó a tirar piedras a la cancha después del gol de Gustavo Biscayzacú al minuto 8 del segundo tiempo, justo en el momento en que este cuadro tenía que convertir cuatro goles para llegar a la final. Al minuto 12 la hinchada azul comenzó a romper los asientos por lo que Osses tuvo que terminar el partido en el minuto 22.
En un encuentro entre el Club Deportivo Universidad Católica (fútbol) y Colo-Colo, el 10 de mayo de 2008, se le cuestionó su labor arbitral, supuestamente a favor de Colo-Colo. El cuadro universitario terminó el encuentro con cuatro de sus jugadores expulsados, y con un resultado final de 3 a 1 favorable para Colo-Colo. El director técnico Fernando Carvallo y el plantel católico, exigieron sanciones por el pésimo arbitraje.
En el cotejo de Copa Libertadores, entre San Lorenzo de Argentina y Universitario de Perú, el 28 de abril de 2009, Osses no convalidó un gol en el último minuto de partido en favor del club peruano, que según simpatizantes del mismo, era válido, y que clasificaba a este a la segunda fase de dicho torneo.
En la final del Apertura 2011, disputado entre Universidad Católica y Universidad de Chile, los jugadores cruzados una vez finalizado el cotejo intentaron golpear a Osses por su polémica actuación en aquella final. Asimismo, en la final del Apertura 2012, fue cuestionado por su arbitraje en el partido de vuelta entre Universidad de Chile y O'Higgins, donde pitó un penal sobre Guillermo Marino, jugador del cuadro azul, que incidió decisivamente en el posterior transcurso del partido y su resolución. Eso significó que hinchas de los clubes rivales Universidad Católica y Colo-Colo, además de la afición de O'Higgins, elaboraran carteles en señal de descontento por su supuesta parcialidad en favor de Universidad de Chile.
El 12 de febrero de 2013, durante el partido correspondiente a la Copa Libertadores entre Nacional de Montevideo y Barcelona de Guayaquil, el árbitro Osses cometió el error de no expulsar de la cancha al jugador del Nacional Alejandro Lembo cuando este ya tenía dos tarjetas amarillas, lo que significaba su expulsión, 4 minutos más tarde el árbitro fue informado por su asistente de su error y expulsó al jugador Lembo. Además el árbitro fue duramente criticado en Ecuador por no haber pitado falta penal sobre Damián Díaz, lo que pudo haber significado la victoria de los ecuatorianos.
El 17 de junio de 2015 la polémica arbitraje en el término del partido de la Copa América 2015 en el partido entre Brasil y Colombia del Grupo C hubo incidentes entre el jugador brasileño Neymar y el jugador colombiano Carlos Bacca que terminó a ambos jugadores expulsados en la cancha. En 2016 se retira del arbritraje para ser el nuevo presidente de la comisión de árbitros de la ANFP junto a Claudio Puga.

## Distinciones individuales
| Distinción               | Año  |
| ------------------------ | ---- |
| Mejor Árbitro de América | 2012 |